# Ilija Najdoski
Ilija Najdoski (in macedone Илија Најдоски?; Kruševo, 26 marzo 1964) è un ex calciatore macedone di ruolo difensore.

## Biografia
Nato a Kruševo, anche suo figlio Dino è un calciatore.

## Carriera
Debutta da professionista nel 1984 con il Vardar, di cui diventa presto un titolare, e dove milita per quattro stagioni, prima di venire ingaggiato, nel 1988, dalla Stella Rossa, dove vince tre campionati della RSF di Jugoslavia, una Coppa di Jugoslavia, e soprattutto la Coppa dei Campioni 1990-1991 e la Coppa Intercontinentale 1991.
All'inizio della stagione 1992-1993 passa alla formazione spagnola del Real Valladolid dove gioca due stagioni.
Si trasferisce quindi in Turchia, al Denizlispor, quindi in Bulgaria al CSKA Sofia, e chiude la carriera in Svizzera, al Sion, con la vittoria del campionato 1996-1997 e della Coppa Svizzera 1997.

## Palmarès

### Competizioni nazionali
- Campionato jugoslavo: 3

Stella Rossa: 1989-1990, 1990-1991, 1991-1992
- Coppa di Jugoslavia: 1

Stella Rossa: 1989-1990
- Campionato svizzero: 1

Sion: 1996-1997
- Coppa Svizzera: 1

Sion: 1996-1997

### Competizioni internazionali
- Coppa dei Campioni: 1

Stella Rossa: 1990-1991
- Coppa Intercontinentale: 1

Stella Rossa: 1991